# Bruce Cowick
Robert Bruce Cowick (* 18. August 1951 in Victoria, British Columbia) ist ein ehemaliger kanadischer Eishockeyspieler, der im Verlauf seiner aktiven Karriere zwischen 1968 und 1976 unter anderem 78 Spiele für die Philadelphia Flyers, Washington Capitals und St. Louis Blues in der National Hockey League (NHL) auf der Position des linken Flügelstürmers bestritten hat. Seinen größten Karriereerfolg feierte Cowick im Trikot der Philadelphia Flyers mit dem Gewinn des Stanley Cups im Jahr 1974.

## Karriere
Cowick verbrachte seine Juniorenzeit zwischen 1968 und 1971 in der British Columbia Junior Hockey League (BCJHL), wo er für die Victoria Cougars aus seiner Geburtsstadt Victoria auflief. Während der drei Spielzeiten in der BCJHL blieb der Flügelspieler von den Franchises der National Hockey League (NHL) zunächst unberücksichtigt und damit ungedraftet, obwohl er in den Jahren 1970 und 1971 zweimal in den All-Star Teams der Liga stand. Bereits in seiner Rookiesaison 1968/69 hatte er zum Kader des Fred-Page-Cup-Gewinners gehört.
Vor der Saison 1971/72 erhielt der 20-jährige Stürmer im Oktober 1971 einen Profivertrag bei den San Diego Gulls aus der Western Hockey League (WHL), einer Minor League unterhalb der NHL. Dort bestritt er zwei Spielzeiten für die Gulls, in denen er in insgesamt 130 Einsätzen 46 Scorerpunkte sammelte. Trotz der unspektakulären Statistiken erwarben die Philadelphia Flyers aus der NHL den Offensivspieler im Mai 1973 im Tausch für Jim Stanfield, Tom Trevelyan, Bob Currier und Bob Hurlburt. Die reguläre Saison der Spielzeit 1973/74 verbrachte Cowick jedoch im Trikot der Richmond Robins, dem Farmteam der Flyers aus der American Hockey League (AHL). Erst im Verlauf der Stanley-Cup-Playoffs 1974 wurde der Kanadier in den Kader Philadelphias berufen, um den ausgefallenen Bob Kelly zu ersetzen. Er absolvierte während der Playoffs acht Spiele für Philly und gewann mit dem Team schließlich den Stanley Cup. 
Aufgrund seiner untergeordneten Rolle in der Organisation blieb der Angreifer für den NHL Expansion Draft 1974 ungeschützt, wodurch er schließlich von den neu gegründeten Washington Capitals ausgewählt wurde. In der Premierensaison des Franchises lief Cowick in 65 Begegnungen für die Hauptstädter auf und sammelte dabei elf Punkte. Dennoch wurde er am Saisonende von den Capitals auf die Waiver-Liste gesetzt, sodass ihn dort die St. Louis Blues auswählten und damit seinen laufenden Vertrag übernahmen. Die Blues setzten Cowick zum Beginn des Spieljahres fünfmal in der NHL ein, schickten ihn jedoch dann in die AHL zu ihrem Kooperationspartner, den Providence Reds. Nachdem er dort den Rest der Spielzeit auf dem Eis gestanden hatte, beendete der fast 25-Jährige im Sommer 1976 seine aktive Spielerlaufbahn vorzeitig.

## Erfolge und Auszeichnungen
- 1969 Fred-Page-Cup-Gewinn mit den Victoria Cougars
- 1970 BCJHL Second All-Star Team
- 1971 BCJHL First All-Star Team
- 1974 Stanley-Cup-Gewinn mit den Philadelphia Flyers

## Karrierestatistik
(Legende zur Spielerstatistik: Sp oder GP = absolvierte Spiele; T oder G = erzielte Tore; V oder A = erzielte Assists; Pkt oder Pts = erzielte Scorerpunkte; SM oder PIM = erhaltene Strafminuten; +/− = Plus/Minus-Bilanz; PP = erzielte Überzahltore; SH = erzielte Unterzahltore; GW = erzielte Siegtore; 1 Play-downs/Relegation; Kursiv: Statistik nicht vollständig)